# Delray Beach Open 2021
Delray Beach Open 2021 (còn được biết đến với Delray Beach Open by VITACOST.com vì lý do tài trợ) là một giải quần vợt nam chuyên nghiệp thi đấu trên mặt sân cứng. Đây là lần thứ 29 giải đấu được tổ chức, và là một phần của ATP Tour 2021. Giải đấu diễn ra ở Delray Beach, Hoa Kỳ từ ngày 7 đến ngày 13 tháng 1 năm 2021.
Do đại dịch COVID-19, giải đấu được đổi lịch thay vì diễn ra vào giữa tháng 2.

## Điểm và tiền thưởng

### Phân phối điểm
| Sự kiện | VĐ  | CK  | BK | TK | Vòng 1/16 | Vòng 1/32 | Q  | Q2 | Q1 |
| Đơn     | 250 | 150 | 90 | 45 | 20        | 0         | 12 | 6  | 0  |
| Đôi     | 250 | 150 | 90 | 45 | 0         | —         | —  | —  | —  |

### Tiền thưởng
| Sự kiện | VĐ      | CK      | BK      | TK      | Vòng 1/16 | Vòng 1/32 | Q2     | Q1     |
| Đơn     | $30,840 | $22,780 | $16,390 | $11,110 | $7,445    | $5,000    | $2,555 | $1,505 |
| Đôi*    | $10,080 | $7,370  | $5,600  | $4,010  | $2,930    | —         | —      | —      |

*mỗi đội

## Nội dung đơn

### Hạt giống
| Quốc gia | Tay vợt          | Xếp hạng1 | Hạt giống |
| -------- | ---------------- | --------- | --------- |
| CHI      | Cristian Garín   | 22        | 1         |
| USA      | John Isner       | 25        | 2         |
| FRA      | Adrian Mannarino | 34        | 3         |
| POL      | Hubert Hurkacz   | 35        | 4         |
| USA      | Tommy Paul       | 52        | 5         |
| USA      | Sam Querrey      | 56        | 6         |
| ESP      | Pablo Andújar    | 59        | 7         |
| USA      | Frances Tiafoe   | 62        | 8         |

- 1 Bảng xếp hạng vào ngày 4 tháng 1 năm 2021.

### Vận động viên khác
Đặc cách:
- JC Aragone
- Ryan Harrison
- Noah Rubin

Vượt qua vòng loại:
- Christian Harrison
- Kevin King
- Roberto Quiroz
- Donald Young

### Rút lui
Trước giải đấu
- Federico Delbonis → thay thế bởi  Sebastian Korda
- Dan Evans → thay thế bởi  Daniel Elahi Galán
- Dominik Koepfer → thay thế bởi  Mackenzie McDonald
- Kei Nishikori → thay thế bởi  Bjorn Fratangelo
- Reilly Opelka → thay thế bởi  Thomaz Bellucci
- Vasek Pospisil → thay thế bởi  Nam Ji-sung
- Milos Raonic → thay thế bởi  Tomás Martín Etcheverry
- Mikael Ymer → thay thế bởi  Ivo Karlović

## Nội dung đôi

### Hạt giống
| Quốc gia | Tay vợt           | Quốc gia | Tay vợt           | Xếp hạng1 | Hạt giống |
| -------- | ----------------- | -------- | ----------------- | --------- | --------- |
| ESA      | Marcelo Arévalo   | NED      | Jean-Julien Rojer | 75        | 1         |
| NZL      | Marcus Daniell    | AUT      | Philipp Oswald    | 87        | 2         |
| BRA      | Marcelo Demoliner | MEX      | Santiago González | 92        | 3         |
| GBR      | Luke Bambridge    | GBR      | Dominic Inglot    | 121       | 4         |

- 1 Bảng xếp hạng vào ngày 4 tháng 1 năm 2021.

### Vận động viên khác
Đặc cách:
- Bjorn Fratangelo /  Dennis Novikov
- Ryan Harrison /  Christian Harrison

Bảo toàn thứ hạng:
- Mackenzie McDonald /  Tommy Paul

Thay thế:
- Hunter Johnson /  Yates Johnson

### Rút lui
Trước giải đấu
- Treat Huey /  Milos Raonic → thay thế bởi  Nathaniel Lammons /  Jackson Withrow
- Hubert Hurkacz /  John Isner → thay thế bởi  Hunter Johnson /  Yates Johnson
- Ken Skupski /  Neal Skupski → thay thế bởi  Oliver Marach /  Luis David Martínez

## Nhà vô địch

### Đơn
- Hubert Hurkacz đánh bại  Sebastian Korda, 6–3, 6–3

### Đôi
- Ariel Behar /  Gonzalo Escobar đánh bại  Christian Harrison /  Ryan Harrison, 6–7(5–7), 7–6(7–4), [10–4]